# 4 de Abril FC do Cuando Cubango
4 de Abril Futebol Clube do Cuando Cubango – angolski klub piłkarski z siedzibą w mieście Menongue.

## Historia
Klub został założony w 2012. W tym samym roku rozpoczął starty w trzeciej lidze i awansował do drugiej ligi. W 2015 wywalczył awans do pierwszej ligi. W sezonie 2016 zajął w niej 14. miejsce i spadł z powrotem do drugiej ligi, z kolei w sezonie 2018/2019 spadł do trzeciej ligi.

## Reprezentanci kraju grający w klubie
- Gui Matos
- Olivio Pilolas
- Déo Kanda
- Vander